# Acanthoscurria musculosa
Acanthoscurria musculosa é uma espécie de aranha pertencente à família Theraphosidae (tarântulas).